# Artstetten (zámek)

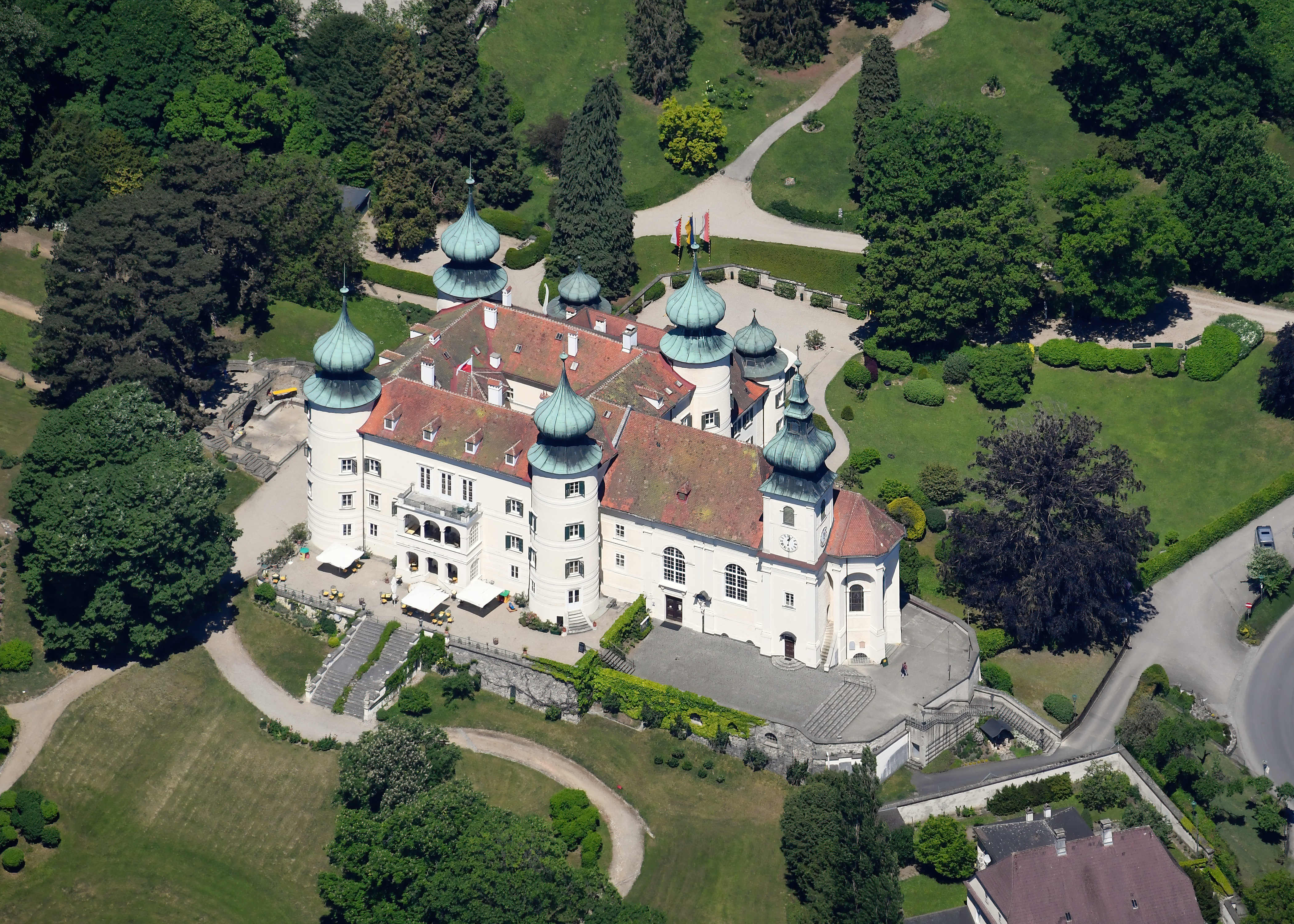
Zámek Artstetten na leteckém snímku

Zámek Artstetten je zámek v městyse Artstetten-Pöbring v okrese Melk v Dolních Rakousích.

## Historie
Poprvé je zmíněna v dokumentech z roku 1263 stavba a až v 15. století je zámek v majetku rodu von Aerendorfů. Po několika změnách majitelů získala zámek roku 1824 rakouská císařská rodina.

## Farní kostel a rodinná hrobka

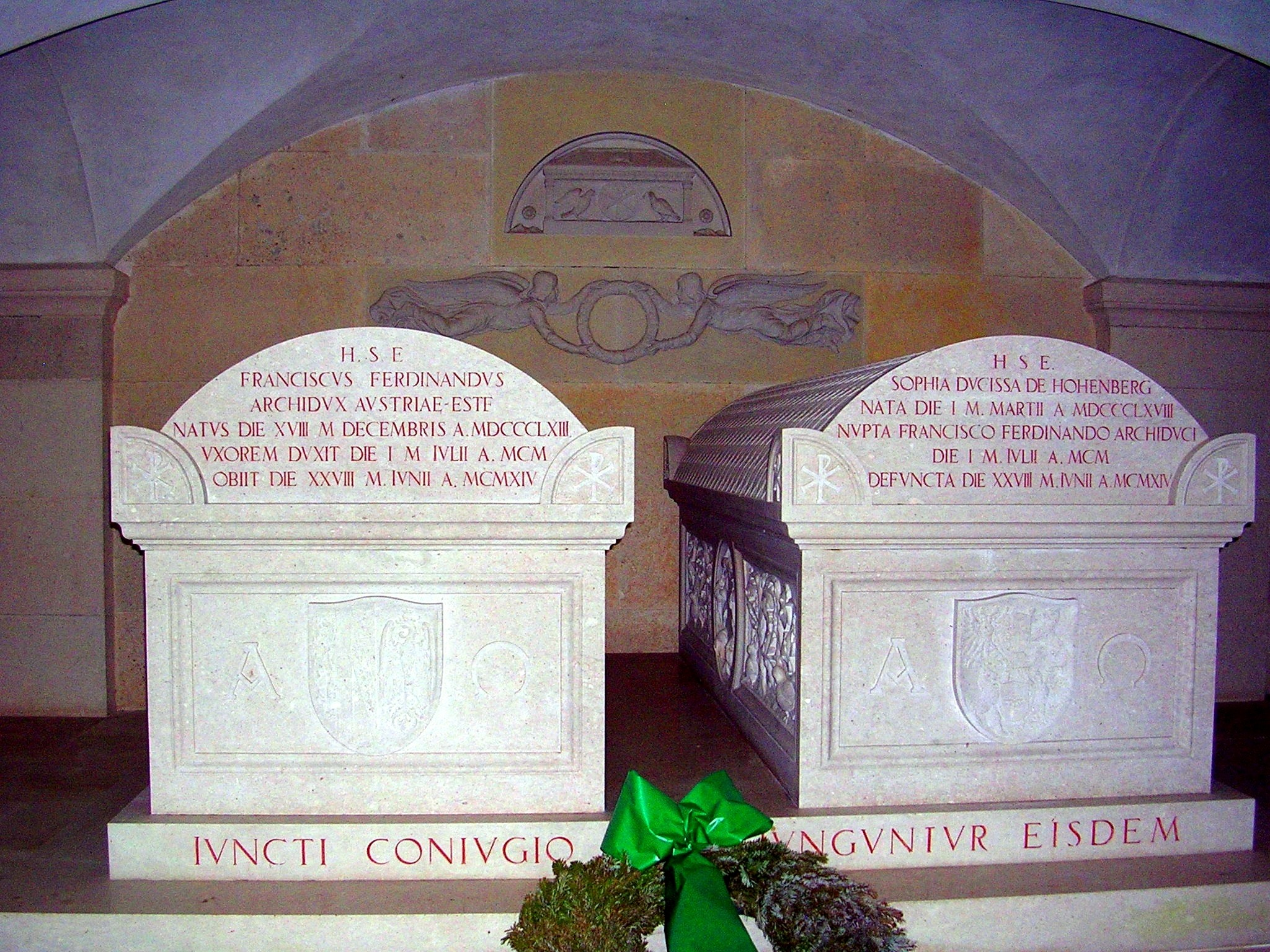
Hrobka arcivévody Františka Ferdinanda a Žofie Chotkové

Roku 1909 vydal následník trůnu František Ferdinand příkaz ke zřízení rodinné hrobky pro dvanáct rakví pod prostranstvím před kostelem. Jelikož jeho žena Žofie Chotková, vévodkyně z Hohenbergu, kvůli svému - z pohledu císařských pravidel - nerovnorodému původu, nemohla být pohřbena v kapucínské hrobce, byla zřízena tato hrobka pod zámkem, respektive pod kostelem, kde také skutečně byla Žofie po smrti v Sarajevu, pochována. Již dříve se z lásky k ní i František Ferdinand vzdal pohřbení ve Vídni a podle svého přání byl rovněž pochován v artstettenské hrobce. Na jejich společném náhrobku stojí nápis „Verbunden durch das Band der Ehe, vereint durch das gleiche Geschick“ („Svázáni svazkem manželství, spojeni stejným osudem“). V letech 1955/56 po smrti Arnošta z Hohenbergu byla hrobka pod kostelní věží a jižní terasou zámku rozšířena. Roku 1985 pak byla společně s prostranstvím kostela renovována. Dnes zde vedle obou synů a jejich chotí odpočívají také tři vnoučata arcivévody Františka Ferdinanda a také Alžběta, vévodkyně lucemburská, manželka Franze z Hohenbergu. Stará zámecká hrobka, která se nachází přímo pod kostelem, je dnes místem posledního odpočinku potomků Anity z Hohenbergu a hraběte Romée de La Poeze d'Harambure.
V zámku je dnes umístěno Muzeum arcivévody Františka Ferdinanda.

## Ostatní
Rakouská národní banka vydala eurominci v hodnotě 10 € se zámkem Artstetten.